# انیس سعیدی
انیس سعیدی (انگلیسی: Anisse Saidi؛ زادهٔ ۲۰ ژوئن ۲۰۰۸) بازیکن فوتبال اهل ایالات متحده آمریکا است که در حال حاضر برای سن دیگو در پست مهاجم بازی می‌کند.
وی همچنین در تیم‌های ملی فوتبال زیر ۱۵ سال آمریکا و زیر ۱۷ سال تونس بازی کرده است.